# Советский проспект (Вологда)
Советский проспект (бывшие улицы Рощинская, Новинковская и Московская) — проспект в Вологде. Одна из центральных и старейших улиц города, бывший Московский тракт.

## История
В старину часть Нижнего посада между Пушкинской улицей и речным вокзалом называлась Рощенье, а далее, от пристани до улицы Левичева, — Новинки.
Застройка Новинок началась во второй половине XVI века, после того, как Иван Грозный в 1565 году начал строительство кремля и велел снести здания, находившиеся в «Городе». Многие строения были перенесены, а образовавшаяся в слобода стала именоваться «Новинки».
В середине XVII века, согласно плану города, уже существовали Рощенская и Новинковская улицы. Граница города проходила где-то в районе речного вокзала, то есть Рощенье уже входило в городскую черту.
Позднее Рощенская и Новинковская улицы были объединены в одну — Московскую.
Проезжая часть Московской улицы имела каменную мостовую.
16 октября 1918 года улицу переименовали в Советский проспект. В 1937—1938 годах на проезжей части проспекта была сделана новая расширенная мостовая, а по краям заасфальтированы тротуары. В 1941 году, указом президиума верховного совета от 3 марта, к проспекту была присоединена часть Московского тракта, от улицы Левичева до переезда через Московскую железную дорогу, в связи с включением в черту города села Кобылино, речного порта, деревни Крюк и земель льнокомбината. В 1958 году была заасфальтирована проезжая часть всего проспекта.

## Здания и сооружения

### По нечётной стороне
| № дома                   | Фото                                                                    | Описание |
| → улица Марии Ульяновой  | → улица Марии Ульяновой                                                 | → улица Марии Ульяновой |
| Площадь Революции        | Площадь Революции                                                       | Площадь Революции |
| → Пушкинская улица       | → Пушкинская улица                                                      | → Пушкинская улица |
| Детский сад им. Пушкина  | Детский сад им. Пушкина                                                 | Детский сад им. Пушкина |
| → улица Предтеченская    | → улица Предтеченская                                                   | → улица Предтеченская |
| ------------------------ | ----------------------------------------------------------------------- | --- |
| 1                        | Вологодский государственный драматический театр                         | Вологодский государственный драматический театр |
| 13, 13а, 15, 17, 19      |                                                                         | Административные здания |
| → улица Зосимовская      |                                                                         | |
| 21, 23                   |                                                                         | Деревянные 2-этажные жилые дома |
| 27, 27а                  |                                                                         | Административные здания |
| 31, 33                   |                                                                         | Жилые дома |
| 35                       |                                                                         | Административное здание |
| 35а                      |                                                                         | Здание ресторана «Чайка». В данный момент в нём располагается «Молодёжный центр». |
| 37                       | Бывшая Кирилло-Белозерская церковь в Рощенье на Советском проспекте, 37 | Бывшая Кирилло-Белозерская церковь в Рощенье, построена в середине XVII века. Была закрыта в 1924 году, после чего в здании размещалась Вологодская обойная фабрика. Позже был достроен новый корпус фабрики, в котором в текущий момент размещается мебельный магазин «Интер». Памятник архитектуры федерального значения. |
| 39                       |                                                                         | Административное здание |
| 43                       |                                                                         | Здание гостиного двора. В данный момент в нём находятся магазины. |
| 45                       | Пристань на Советском проспекте, 45                                     | Пассажирская пристань речного пароходства. Построена в 1926 году. Сейчас строится новое здание. |
| 45                       | «Поплавок» на Советском проспекте, 45                                   | Бар «Поплавок» |
| набережная Вологды       |                                                                         | |
| —                        | Памятник Николаю Рубцову                                                | Памятник Николаю Рубцову |
| 47                       | Петровский домик                                                        | «Петровский домик». Построен во второй половине XVII века. Являлся собственностью Иоанна Гутмана — официального представителя Голландии в России. Дом представляет оригинальное архитектурное сооружение и в переписной книге Вологды XVIII века он назывался «палатой каменной о трёх жильях». В этом доме во время своих визитов в Вологду 5 раз у вдовы Гутман останавливался Пётр I. После смерти вдовы Гутман и Петра I дом часто менял владельцев и в итоге долгое время использовался как склад льна и пеньки. В 1872 году городская дума приобрела дом в собственность города. В 1885 году в нём был открыт мемориальный музей Петра I. После войны, в 1947 году, он был капитально отремонтирован, а внутри снова открыт музей. Является филиалом областного краеведческого музея Памятник архитектуры федерального значения. |
| 49                       | Советский проспект, 49                                                  | Административное здание |
| 51                       | Советский проспект, 51                                                  | Жилой дом |
| 53                       |                                                                         | Административное здание |
| 55                       | Советский проспект, 55                                                  | Бывшее здание аптеки. Построено в XX веке. В настоящее время — Вологодское отделение красного креста |
| 55а                      |                                                                         | Административное здание |
| 55б                      |                                                                         | Вологодская городская больница № 1: патолого-анатомическое отделение |
| 59                       |                                                                         | Вологодская городская больница № 1 |
| 59а                      |                                                                         | Вологодская городская больница № 1 |
| 59в                      |                                                                         | Вологодская городская больница № 1: бароотделение, компьютерный томограф |
| 63                       |                                                                         | Вологодская городская больница № 1 |
| 69                       |                                                                         | Бывшая церковь Петра и Павла в Новинках. Построена в 1772 году. В 1930 году была закрыта, а в здании размещался Горпищеторг. В данный момент здание находится в полуразрушенном состоянии, собираются пожертвования на реставрацию. Памятник архитектуры федерального значения. |
| → улица Левичева         |                                                                         | |
| 71, 73                   |                                                                         | Административные здания |
| 73б                      |                                                                         | ? |
| 75                       |                                                                         | Жилой дом |
| → улица Флотский посёлок |                                                                         | |
| 81                       |                                                                         | Жилой дом |
| 85                       |                                                                         | Деревянный одноэтажный дом. Административное здание. |
| 87                       |                                                                         | Автоцентр «Кабриолет» |
| 91                       | Советский проспект, 91                                                  | Деревянный 2-этажный жилой дом (сгорел 02.02.2015) |
| 93, 97                   |                                                                         | Жилые дома |
| 99                       |                                                                         | Административное здание |
| 101                      |                                                                         | Деревянный одноэтажный жилой дом |
| 103, 103а                |                                                                         | Жилые дома |
| 107                      |                                                                         | Административное здание |
| 109, 115, 111            |                                                                         | Жилые дома |
| 115а                     |                                                                         | ? |
| 113, 113а                |                                                                         | Жилые дома |
| мост через реку Шограш   |                                                                         | |
| 119, 123                 |                                                                         | Административные здания |
| → Турундаевская улица    |                                                                         | |
| 127                      |                                                                         | АЗС «Shell» |
| 125, 125а                |                                                                         | Административные здания |
| железнодорожный переезд  |                                                                         | |
| 131а                     |                                                                         | Рынок |
| 127, 129                 |                                                                         | Жилые дома |
| → улицы                  |                                                                         | |
| 131, 131а                |                                                                         | Жилые дома |
| 135, 135а                |                                                                         | Административные здания |
| → переулки               |                                                                         | |
| 131б, 133                |                                                                         | Жилые дома |
| 133б                     |                                                                         | Развлекательное заведение |
| 137                      |                                                                         | Профессиональное училище № 11 |
| 139                      |                                                                         | Вологодский районный суд |
| 135б                     |                                                                         | Производственный корпус |
| 141, 141а                |                                                                         | Административные здания |
| → Козлёнская улица       |                                                                         | |

### По чётной стороне
| № дома                             | Фото                                | Описание |
| → улица Марии Ульяновой            | → улица Марии Ульяновой             | → улица Марии Ульяновой |
| ---------------------------------- | ----------------------------------- | --- |
| 2                                  |                                     | Здание городской думы, позже — горсовета. Построено в конце XVIII—начале XIX века. В 1870-х годах в центре и по краям были построены башни. Сейчас в нём располагается Детская музыкальная школа № 1. Памятник архитектуры. |
| 4                                  |                                     | Дом связи. Построен в 1963 году. |
| → улица Пушкинская                 |                                     | |
| 6                                  | Гостиница «Золотой якорь» в Вологде | Бывшее здание гостиницы «Золотой якорь», построено в 1868—1875 годах купцами Брызгаловыми. В течение десятков лет было самым высоким в городе. После революции хозяин Ф. И. Брызгалов выбросился из окна гостиницы. В период гражданской войны (1918—1920) в этом здании размещался штаб VI Армии, из которого руководили операциями на Северном фронте. После революции в нём находилась биржа труда и редакция газеты «Красный Север». Позже здесь снова разместилась гостиница, но уже под названием «Северная» Памятник архитектуры местного значения. В данный момент в здании размещается гостиница, а также находятся магазины, офисы и учреждения питания. |
| 8                                  |                                     | ? |
| 10                                 |                                     | Бывшая православная часовня Арсения Комельского. Построена в начале XX века. Сейчас здание занимает кафе-бар «Лесная сказка». Памятник архитектуры. |
| 10а                                |                                     | ? |
| 12                                 |                                     | Книжный магазин «Библиомаркет». Бывший доходный дом Юшина. Памятник архитектуры. |
| 12а                                |                                     | Мобильная библиотека Вологодской областной детской библиотеки |
| 14                                 | Дом Юшина                           | Дом Я. Я. Юшина. Построен в 1870-х годах. Сейчас Вологодская областная детская библиотека.[т] Памятник архитектуры федерального значения. |
| 16                                 | Дом Самарина                        | Дом купца А. П. Самарина, построен в 1890-е годы. Памятник архитектуры. |
| 16а                                | Доходный дом купца Самарина         | Доходный дом купца А. П. Самарина. Построен в начале XX века. С августа 1913 по сентябре 1914 года в нём жила в ссылке революционерка М. И. Ульянова. В 1968 году дом реставрирован, и в нём открыт мемориальный музей Марии Ульяновой, который является филиалом Вологодского государственного историко-архитектурного и художественного музея-заповедника. Памятник архитектуры. |
| 16б                                |                                     | Дом купца А. П. Самарина. Построен в 1910—1911 годах. Памятник архитектуры. |
| 18                                 | Дом Левина-Ватагина                 | Дом Левина-Ватагина, построен в первой половине XIX века[т]. Памятник архитектуры. Был построен священником П. В. Василевским, после его смерти принадлежал Надеждину. |
| 20                                 | Дом Соковикова                      | Дом Соковикова. Построен в конце 1830-х—начале 40-х годов священником П. В. Васильским и продан купцу И. М. Соковикову в 1867 году. После смерти купца много раз менял владельцев. После реставрации в здании находился Музей истории молодёжного движения. С 1833 по 1844 год в нём проживал К. Н. Батюшков.[т] До 2012 года в доме находились областной детско-юношеский центр и биржа труда. Памятник архитектуры федерального значения. С 2014 года здание занимает Детская областная библиотека |
| → улица Предтеченская              |                                     | |
| 22                                 |                                     | Жилой 4-этажный кирпичный 32-квартирный дом. Построен в 1959 году. |
| 24                                 |                                     | Жилой дом. В доме жили М. В. Щуко, А. В. Шубин и С. И. Гоглев[т]. В доме находится Вологодский территориальный отдел. |
| 24а, 24б                           |                                     | Жилые дома |
| 26                                 |                                     | Жилой 4-этажный кирпичный 24-квартирный дом. Построен в 1955 году. |
| 28, 30                             |                                     | Жилые дома |
| → Галкинская улица                 |                                     | |
| 34                                 |                                     | Административное здание |
| 36, 38, 40                         |                                     | Жилые дома |
| 40а                                |                                     | Спортивное сооружение |
| 40б, 42а                           |                                     | Административные здания |
| 42                                 |                                     | Детский музыкальный театр-студия |
| 46 Зосимовская, 30                 |                                     | 24-квартирный 4-этажный жилой дом. Построен в 1955 году, архитектор — Н. Н. Смирнов, инженер — Т. Д. Георгиев. |
| → Зосимовская улица                |                                     | |
| 48                                 |                                     | Дом Красненьковой. Построен в первой половине XIX века. Сейчас в нём находится областной научно-методический центр культуры и повышения квалификации.[т] Памятник архитектуры. |
| 50                                 |                                     | Жилой дом |
| 52                                 |                                     | Деревянный 2-этажный жилой дом |
| 54                                 |                                     | Учебное заведение |
| 56                                 |                                     | Деревянный 2-этажный жилой дом |
| 58                                 |                                     | Жилой дом |
| 60                                 |                                     | Административное здание |
| → Первомайская улица               |                                     | |
| 62, 64                             |                                     | Жилые дома |
| 66                                 | Советский проспект, 66              | Административное здание |
| 68                                 |                                     | Жилой дом |
| 70                                 |                                     | Административное здание |
| → улица Пирогова                   |                                     | |
| 72                                 | Советский проспект, 72              | Торговый центр, жилой дом |
| 74                                 |                                     | Жилой дом |
| 76                                 |                                     | Жилой дом |
| 78                                 | Советский проспект, 78              | Жилой дом |
| 80                                 | Пузатый Пацюк                       | Ресторан «Пузатый Пацюк» |
| 80б                                |                                     | Административное здание |
| 82                                 |                                     | Жилой дом |
| 82а                                |                                     | Жилой дом |
| 84                                 | Советский проспект, 84              | Жилой дом |
| 84а                                |                                     | Жилой дом |
| 86                                 | Советский проспект, 86              | Жилой дом |
| 88                                 | Советский проспект, 88              | Жилой дом |
| 90                                 | Советский проспект, 90              | Жилой дом. Построен, предположительно, в XIX веке. |
| → улица Яшина                      |                                     | |
| 94, 98, 100, 100б, 102, 102а, 102б |                                     | Медицинские учреждения (Вологодская городская больница № 1, Вологодский областной онкологический диспансер) |
| 94                                 |                                     | Вологодская городская больница № 1: ЛОР отделение |
| 98                                 |                                     | Вологодская городская больница № 1 |
| 100                                |                                     | Областная онкология |
| 100б                               |                                     | Вологодская городская больница № 1 |
| 102                                |                                     | Вологодская городская больница № 1 |
| 102а                               |                                     | Вологодская городская больница № 1 |
| 102б                               |                                     | Вологодский областной онкологический диспансер |
| → улица Левичева                   |                                     | |
| 114                                |                                     | Жилой дом |
| 116                                |                                     | Жилой 5-этажный 24-квартирный дом. Построен в 1970 году. |
| 116а                               |                                     | Жилой дом |
| 120                                |                                     | Средняя общеобразовательная школа № 4 |
| 120а                               |                                     | Жилой дом |
| → Рабочая улица                    |                                     | |
| 120а                               |                                     | Административное здание |
| 122                                |                                     | Жилой дом |
| 128                                |                                     | «Вологдагорводоканал» |
| 132                                |                                     | Жилой дом |
| 136                                |                                     | Административное здание |
| 148                                |                                     | Вологодский электромеханический завод |
| мост через реку Шограш             |                                     | |
| 154, 156                           |                                     | Жилые дома |
| 158                                |                                     | Административное здание |
| железнодорожный переезд            |                                     | |
| 160                                |                                     | «Вологдазеленстрой» |
| 160а                               |                                     | «Дорожник» |
| 162                                |                                     | Административное здание |
| 164                                |                                     | Торговый центр «Простор» |
| → Козлёнская улица                 |                                     | |